# Ondřej Kania
Ondrej Kania, rođen 19. prosinca 1992. u Brnu, Češka, češki je poduzetnik, izvršni direktor JK Education, osnivač Praškeske humanitarne gimnazije i mreže American Academy, koja se sastoji od dvije škole u Češkoj (American Academy in Prague, American Academy in Brno), jedne u Slovačkoj 
(American Academy in Bratislava) i jedne u Hrvatskoj (American Academy in Zagreb).

## Obrazovanje
Nakon završene osnovne škole u Brnu, Kania je odlučio da ne želi nastaviti obrazovanje u Češkoj nego u SAD-u. Međutim, njegova obitelj nije si mogla priuštiti skupe američke školarine. Kania je stoga odlučio sam kontaktirati desetke privatnih srednjih škola i zatražiti stipendije. Dobio je ponude od dvije škole. Kania se na kraju upisao na Redemption Christian Academy u New Yorku, gdje je 2012. stekao američku diplomu srednje škole. Po povratku je postao suosnivač obrazovne grupe čiji je cilj srednjoeuropskim studentima omogućiti kvalitetno srednjoškolsko i sveučilišno obrazovanje u SAD-u, Kanadi, Australiji i cijeloj Europi.

## Poslovanje
U travnju 2013. udružio se s prijateljem iz djetinjstva i zajedno su osnovali J&K Consulting (sada JK Education). Tijekom postojanja tvrtke organizirali su sajmove srednjoškolskih internata iz SAD-a, Kanade i Velike Britanije. Potom je kupio i Prašku gimnaziju (danas Pražské humanitní gymnázium) te osnovao mrežu škola American Academy s kampusima u Pragu, Brnu, Bratislavi i Zagrebu.
Forbes je 2019. godine uvrstio Ondřeja Kaniu na popis „30 ispod 30“ mladih talenata iz Češke te potom u europski izbor iz područja društveno odgovornog poduzetništva. Godine 2021. uvršten je u prestižni svjetski izbor „30 ispod 30” od strane Međunarodne čitateljske udruge kao jedan od vodećih inovatora i vizionara mlađih od 30 godina.